# Marlene Kilga

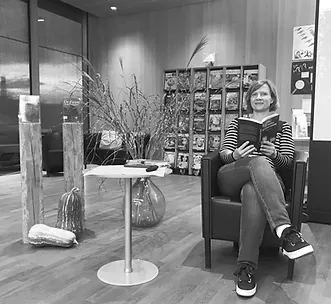
Marlene Kilga bei einer Lesung in Ludesch, Vorarlberg

Marlene Kilga (* 6. April 1973 in Feldkirch, Vorarlberg) ist eine österreichische Schriftstellerin.

## Leben
Marlene Kilga wurde in 1973 in Feldkirch geboren und wuchs dort auf. Im Jahre 1991 absolvierte sie ihre Matura und besuchte anschließend bis 1993 das Kolleg für Bekleidungstechnik in Wien. Von 1993 bis 1999 studierte sie Anglistik und Germanistik in Gent, Belgien.
Ihre Karriere als Sprachlehrerin für Deutsch und Englisch begann Kilga in Vancouver, Kanada, zwischen 1999 und 2000. Anschließend zog sie nach Ashford in Großbritannien, wo sie bis 2004 lebte, unterrichtete und ihre beiden Kinder zur Welt brachte. Die Familie zog dann nach Belgien, wo Kilga bis 2014 in Gent als Lehrerin arbeitete. Nach all der Zeit zog sie wieder zurück nach Vorarlberg, wo sie seit 2014 in Dornbirn unterrichtet.

Kilga beschreibt ihre Kindheit in Feldkirch und ihre besondere Verbindung zur Stadt folgendermaßen:
„Die ersten neun Jahre meines Lebens wohnte ich im dritten Stock eines Hauses, das jetzt nicht mehr steht, direkt an der Feldkircher Bärenkreuzung. Vom Wohnzimmer aus blickte man auf die mittelalterliche Schattenburg und durch die Schlafzimmerfenster sah man den Katzenturm, einen der Wehrtürme der ehemaligen Stadtbefestigungsanlage. [...] In den 21 Jahren, die ich außerhalb Vorarlbergs verbracht habe, ist mir meine Heimatstadt sogar noch mehr ans Herz gewachsen, ein kleines Juwel in der Mitte Europas.“

## Werke
- Dr. Faust in der Marktgasse. 1. Auflage, Bucher Verlag, 2013, ISBN 978-3-99018-209-3.
- Dr. Faust in der Marktgasse. 2. Auflage, Bucher Verlag, 2014, ISBN 978-3-99018-272-7.
- Ihr Letzter Fund. Bucher Verlag, 2014, ISBN 978-3-99018-260-4.
- Die Chimäre der Schattenburg. Edition-V, Bregenz 2018, ISBN 978-3-903240-01-8.
- Die Chimäre der Schattenburg. Hörbuch, Edition-V, Bregenz 2018, ISBN 978-3-903240-02-5.
- Odins Krähen. Edition-V, Bregenz 2021, ISBN 978-3-903240-38-4.
- Der Klushund. In: Schaurige Orte in Österreich, Nr. 5. Gmeiner Verlag, 2023, ISBN 978-3-8392-0410-8.
- Der Tod kommt nach Vorarlberg. Gmeiner Verlag, 2024, ISBN 978-3-8392-0724-6.